# Municipio de Field (Dakota del Norte)
El municipio de Field (en inglés: Field Township) es un municipio ubicado en el condado de Nelson en el estado estadounidense de Dakota del Norte. En el año 2010 tenía una población de 44 habitantes y una densidad poblacional de 0,47 personas por km².

## Geografía
El municipio de Field se encuentra ubicado en las coordenadas 47°47′44″N 98°3′53″O / 47.79556, -98.06472. Según la Oficina del Censo de los Estados Unidos, el municipio tiene una superficie total de 93.14 km², de la cual 92,91 km² corresponden a tierra firme y (0,24 %) 0,22 km² es agua.

## Demografía
Según el censo de 2010, había 44 personas residiendo en el municipio de Field. La densidad de población era de 0,47 hab./km². De los 44 habitantes, el municipio de Field estaba compuesto por el 95,45 % blancos, el 2,27 % eran afroamericanos y el 2,27 % eran de una mezcla de razas. Del total de la población el 0 % eran hispanos o latinos de cualquier raza.